# 是方電訊
是方電訊是臺灣的網路資料中心（IDC）營運商，成立於1991年，2006年成為中華電信的關係企業。2018年6月5日掛牌上櫃（股票代號：6561），主要經營IDC機房服務、數據網路服務及雲端應用服務。
是方產品服務經ISO27001，ISO27011，ISO27017，ISO27018四重資安國際認證，機房亦通過DCOS國際認證。是方經營之電信中立機房是國外客戶進駐台灣設立服務據點之主要選擇，是方之海纜交換中心TPCX匯聚豐富之公有海纜及私有海纜資源，滿足客戶海纜備援路由之各種需求，是方之網際網路交換中心TPIX為台灣最大之網際網路交換中心，是方之語音交換中心TPVX可提供豐富路由供國際語音話務轉送服務，是方之雲端換中心CCX可提供雲端直連服務，將企業私有雲，國產雲和國際公有雲順利接軌，滿足企業多雲及混合雲之各種雲端應用需求。"是方i健康"App可透過多元管道蒐集個人健康資料，並透過分析引擎，提供個人運動和飲食健康管理，達成健康促進之目標。是方國內外頻寬超過1,200G，是方網路服務涵蓋延伸超過40國家、60個城市。是方在內湖既有三棟IDC機房之使用率已近乎滿載，因應未來IDC及雲端市場需求，是方於2021年10月15日在內湖投資興建LY2 AI智能資料中心，LY2 AI智能資料中心採智慧建築及綠建築設計，可提供20MW電力，已於2024年第二季商用，LY2成功吸引多家AI客戶進駐，為台灣重要之AI運算中心。是方一直秉持著「取之於社會、用之於社會」的原則永續經營，對於ESG包括環境、社會責任、公司治理及溫室氣體等相關議題非常重視。是方已成立永續發展委員會及風險管理委員會，全力推動公司治理及永續發展。是方公司發展願景為東亞數位匯流中心及AI、雲端商務應用中心。

## 歷任董事長
管理階層
- 呂明光（1991年-1999年）[3]
- 邰中和 （1999年-2006年）[4]
- 張來喜（2006年-2009年）[5]
- 黃政浪（2009年4月－2015年5月）[6]
- 李銘淵（2015年6月－2017年3月）[7]
- 吳彥宏（2017年3月－2024年11月）
- 邵泓嘉（2024年11月－迄今）

## 外部連結
- 官方网站
- 是方電訊的Facebook專頁
- YouTube上的是方電訊頻道